# شهرستان داچس (نیویورک)
شهرستان داچس (به انگلیسی: Dutchess) واقع در ایالت نیویورک است. جمعیت این شهرستان بر اساس سرشماری سال ۲۰۱۰ آمریکا ۲۹۷۴۸۸ نفر گزارش شده‌است. مرکز شهرستان داچس شهر پوگکیپسی است.این شهرستان در سال ۱۶۸۳ بنیانگذاری شده‌است.